# Pierre de Fontenay
Pour les articles homonymes, voir Fontenay.
Ne doit pas être confondu avec Pierre-Claude Fontenay ou Pierre Nicolas de Fontenay.
Pierre de Fontenay, sire de la Reynière, (né en 1541 et mort le 18 mai 1610) est un seigneur normand de la fin du XVIe siècle, écuyer issu d'une grande lignée, possédant des terres et des seigneuries, qui combattit dans l'armée royale pendant les guerres de religion, et fut gouverneur du Perche de 1589 à 1610.

## Biographie
Au service des derniers rois Valois et d'Henri IV, Pierre de Fontenay, à la tête d'un corps de troupes assez nombreuses, regroupant la grande majorité de la noblesse du Perche, hostile à la Ligue, s'empare le 25 août 1589 de la ville et du château de Bellême, alors aux mains des rebelles, commandés par Louis de Vallée, sire de Pécheray. Pour récompenser le dévouement du sire de la Reynière, Henri IV l'établit d'abord capitaine de Bellême. Il le nomma par la suite gouverneur général de la province du Perche, charge qu'il remplit jusqu'à sa mort en 1610. 
Déjà propriétaire de l'Angenardière à Saint-Cyr-la-Rosière, Pierre de Fontenay fit l'acquisition du Manoir de Courboyer à Nocé (Orne) entre 1594 et 1600.